# Lophozia incisa
Lophozia incisa ist eine Lebermoos-Art aus der Familie Lophoziaceae und gehört zur Gruppe der beblätterten Lebermoose. Deutsche Namen sind Blaugrünes Spitzlebermoos, Bläulichgrünes Spitzmoos oder Schlitzblättriges Spitzmoos.
Nach neueren Veröffentlichungen aus den Jahren 2016 und 2017 heißt die Art nunmehr Schistochilopsis incisa (Schrad.) Konstant. Die Gattung Schistochilopsis (N.Kitag.) Konstant. wird der Familie Scapaniaceae in der Ordnung Jungermanniales zugeordnet.

## Merkmale
Die Art bildet bläulichgrüne bis grasgrüne Rasen. Die niederliegenden bis aufsteigenden Pflanzen sind bis 1 Zentimeter lang, bis 3 Millimeter breit und dicht beblättert, die Unterseite ist dicht mit Rhizoiden besetzt. Die schräg gestellten Blätter sind auf etwa ein Drittel der Blattlänge in meist zwei dornig gezähnte Lappen geteilt. Die Blattzellen sind dünnwandig mit etwas verdickten Zellecken und 35 bis 40 Mikrometer groß. Die Zelloberfläche (Kutikula) ist glatt. Pro Zelle sind bis um 50 Ölkörper vorhanden.
Die Geschlechterverteilung ist diözisch. Sporogone und Brutkörper sind häufig vorhanden. Das Perianth ist eiförmig-walzlich, an der Mündung zusammengezogen und mit Wimpern oder vorspringenden Zellen gezähnt. In den obersten Blättern befinden sich oft gelbgrüne Häufchen von Brutkörpern, diese sind vier- bis fünfeckig und ein- bis zweizellig.

## Standortansprüche
Das Moos lebt auf feucht-schattigem Totholz, auf Rohhumus, auf kalkfreiem Silikatgestein, seltener auf lehmiger Erde oder auf Torf. In alpinen Lagen wächst es oft auf Humus in Zwergstrauchheiden, Gebüschen und Felsfluren.

## Verbreitung
In Österreich kommt die Art in den Alpen verbreitet bis zerstreut vor, hier lebt sie von der montanen bis zur alpinen Höhenstufe. In der Böhmischen Masse ist sie zerstreut bis selten, sonst sehr selten. In Deutschland ist sie in den Mittelgebirgen verbreitet, in der Ebene selten oder fehlend.
Weltweit gibt es Vorkommen in Europa, das Mittelmeergebiet ausgenommen, in Teilen Asiens, im nördlichen Nordamerika und in Grönland.